# 立仙愛理
立仙 愛理（りっせん あいり、1999年〈平成11年〉3月18日 - ）は、日本の女性歌手、女優。女性アイドルグループ・AKB48およびPimm'sの元メンバー。高知県のローカルアイドルグループ、はちきんガールズの元メンバー。高知県出身。
妹はSTU48元メンバーの立仙百佳。

## 略歴
幼い頃からアイドルに憧れ、8歳のときには地元高知県のエンターテインメントスクールでダンスと歌、お芝居を習い始める。芸能以外にやりたいことが見つからず、小学生の頃から多くのオーディションを受けては落ち続けた。
2018年4月、『AKB48 Team 8 福島県・高知県オーディション』に高知県代表として合格。同月、日本ガイシホールにて行われた全国ツアーの愛知県公演にてAKB48としての活動を開始。
アイドル活動と並行して幼い頃から夢だったミュージカル出演も果たした。
2020年に入るとコロナ禍でAKB48全体の活動が厳しくなり、地元高知県での活動がメインで元々仕事の少なかった立仙に回ってくる仕事は激減。自分がやりたいことをするには上京するしかないと考え、2021年2月にAKB48としての活動を終了した。
卒業後はアルバイトを複数掛け持ちしながら引越資金を準備して上京。
同年5月にABP inc.所属となりソロ活動を開始した。
2021年は舞台やミュージックビデオへの出演を中心に活動。同年8月、ロックバンドFIVE NEW OLDの新曲MV撮影で映像監督の末吉ノブと知り合い、監督の自主制作映画『チャロの囀り』にキャスティングされるきっかけとなった。本作は立仙にとって初の長編映画で、それまで舞台女優として演技を学んできた彼女が映像作品における芝居を考える契機になった。
この頃コロナ禍で仕事も少ない中MCバトルの動画をたまたま見つけてヒップホップにのめり込み、同年10月に日本武道館で開催された戦極MCBATTLE 第24章を見て自分も出場したいと思うようになった。
2022年1月、戦極MCBATTLEのエントリーフォームから出場希望メールを送り、主催者のMC正社員からフリーエントリーのMCバトルイベントDis4Uを紹介されて『AILI a.k.a 立仙愛理』名義での出場が決定した。
バトル出場決定からの約一か月間は、MC正社員の紹介でラッパーのGOMESSを師匠としてラップを習い2月23日の1回戦で勝利。2回戦は敗退したものの、その後も複数のバトルイベントに出場。
2022年5月、事務所をA-LIGHTに移籍すると同時にミクスチャーロックアイドルグループPimm'sへの加入を発表。ここでもラップ担当として活動した。
同月、自身でもMCバトルイベント『Belly Black MCBATTLE』を主催し、Pimm'sメンバーの早川渚紗と共同司会を務めた。
同年10月、配信シングル『his.』でソロシンガーとしてデビュー。この楽曲では自身で作詞作曲を担当し、MVとメイキング映像も公開された。
2023年8月、Pimm'sが年内をもって無期限活動休止を発表。同年12月、Pimm'sとしての活動を終了。
2024年7月15日、新しい活動のため前日のラストライブをもってソロ活動を終了した。

## ディスコグラフィー

### 配信シングル
| リリース日     | タイトル            | クレジット                                 |
| -------------- | ------------------- | ------------------------------------------ |
| 2022年10月30日 | his.                | 作詞・作曲：立仙愛理、Mix：dio j           |
| 2022年11月16日 | Falling star        | 作詞・作曲：立仙愛理・NICOM、Mix：dio j    |
| 2023年11月22日 | エ寝るギー          | 作詞・作曲：佐々木喫茶                     |
| 2024年3月18日  | Big Girls Don't Cry | 作詞・作曲：大門弥生                       |
| 2024年8月14日  | RELIFE              | 作詞：Yackle、作曲：Show Chick Boy・Yackle |

### AKB48参加楽曲
- 好きだ 好きだ 好きだ（Team 8名義、シングル「サステナブル」に収録）
- 離れていても

## 出演

### 映画
- ファイティング 〜学生囲碁交流戦〜（2019年11月1日、タカモトピクチャーズ） - 主演・浜本洋子 役[24]
- 近くて遠い親子（2023年10月28日、エムエフピクチャーズ） - ヒロイン・岡田美織 役[25]
- チャロの囀り（2024年1月20日、モラモラプレス） - ひより 役[4][11][26]
- 雪子 a.k.a.（2025年1月25日、パル企画） - エル 役[27][28]

### 舞台
- ダンスレボリューション 〜ホントのワタシ〜（2018年9月8日 - 9月17日、築地ブディストホール） - 主演・山川いろは 役[29]
- Live Airline（2019年11月20日 - 12月1日、俳優座劇場） - 吉村さくら 役[6]
- 極悪鬼道（2021年9月22日 - 9月26日、俳優座劇場） - おカヨ 役[30]
- 幸せになるために（2021年11月20日 - 11月28日、BOX in BOX THEATER）[12]
- さいごのおつかい（2022年10月7日 - 10月11日、俳優座劇場） - チョボ 役[31]
- 悪を絶って愛と死す（2023年7月26日 - 7月30日、CBGKシブゲキ!!） - 伝(ツタ) 役[32]
- 夜明（2024年2月29日 - 3月1日、BIG TREE THEATER） - 桂小五郎 役[33]

### ミュージック・ビデオ
- FIVE NEW OLD「Summertime feat. Rin音」（2021年8月18日）[34]
- 南川ある「Fコード」（2021年12月25日）[35]

### Web配信
- 今月の立仙さん（2021年7月～2022年1月、ニコニコ生放送）[36]